# Atbara (Fluss)
Der Atbara (arabisch نهر عطبرة, DMG Nahr ʿAṭbara), auch Schwarzer Nil genannt, ist ein rechter Nebenfluss des Nils in Äthiopien und im Sudan.

## Verlauf
Der Atbara ist rund 1.120 km lang und entspringt im Äthiopischen Hochland im südwestlichen Simen-Gebirge. Die Quelle des Flusses befindet sich rund 50 km nördlich des Tanasees und etwa 30 km westlich von Gonder. Von dort fließt er überwiegend in nordwestliche Richtung nach Sudan. In seinem Unterlauf wird das Wasser des Atbaras durch den Khashm el-Girba-Damm aufgestaut, um Bewässerung in der sonst trockenen Umgebung zu ermöglichen. Bei der Stadt Atbara mündet der Atbara 325 km unterhalb der Einmündung des Blauen Nil in den Nil, dessen letzter Zufluss er vor dem Mittelmeer ist.
Der Atbara hat ein Einzugsgebiet von rund 112.000 km². Der größte Nebenfluss ist der Setit, der ebenfalls im äthiopischen Hochland entspringt und dort Tekeze genannt wird. Seit der Inbetriebnahme der Tekeze-Talsperre Ende 2009 hat der Setit eine ausgeglichenere Wasserführung.

## Klima
Aufgrund der charakteristischen klimatischen Niederschlagsbedingungen im äthiopischen Hochlandplateau erreicht der Atbara im August seine maximale Wasserführung und trägt zusammen mit dem Blauen Nil einen Großteil zur Hauptflutwelle des Nils bei.
In der Trockenzeit zwischen Januar und Mai verringert sich die Wassermenge des Atbara für gewöhnlich zu einem kleinen Rinnsal, das lediglich aus einer Reihe von kleinen flachen Seen besteht und den Nil nicht mehr erreicht.

## Hydrometrie
Von Juni bis August schwillt der Fluss durch die Sommerregenzeit an. Während dieser Hochwasserphase ist er schiffbar. Der Atbara führt mehr als ein Fünftel der gesamten Wassermenge des Nils und mehr als zehn Millionen Tonnen dunkler Schwebstoffe pro Jahr mit sich, durch die er seinen Namen „Schwarzer Fluss“ erhält. Die durchschnittliche Abflussmenge des Atbara liegt im langjährigen Durchschnitt bei 360 m³/s.
Durchschnittliche monatliche Durchströmung des Atbara gemessen an der hydrologischen Station Kilo 3, etwa 25 km oberhalb der Mündung, in m³/s (1912–1982).
- Diagrammdaten:
- Definition |
- Rohdaten |
- Hilfe

## Schlacht am Atbara
Die Schlacht am Atbara fand am 8. April 1898 am Zusammenfluss von Nil und Atbara zwischen einer britisch-ägyptischen Armee und 15.000 sudanesischen Aufständischen im Zuge der Niederschlagung des Mahdi-Aufstandes statt.